# Johann Daniel Michel (Politiker, 1758)
Johann Daniel Michel (* 29. Juli 1758 in Reinhardshausen; † 13. Juli 1841 in Bergheim) war ein deutscher Landwirt und Politiker.

## Leben
Michel war der Sohn des Greben und Kirchenvorstehers in Reinhardshausen Johann Henrich Michel († 17. November 1775 in Reinhardshausen) und dessen Ehefrau Anna Elisabeth geborene Nill († 26. März 1774 in Reinhardshausen; „aus Hessen“). Er war evangelisch und heiratete am 30. November 1791 in Bergheim Barbara Elisabeth Jungermann (* 6. Januar 1776 in Bergheim; † 11. Juni 1837 ebenda), die Tochter des Johann Daniel Jungermann und der Anna Elisabeth Bock. Der gemeinsame Sohn Johann Daniel Michel folgte dem Vater als Grebe und Landstand nach.
Michel war Landwirt und Gutsbesitzer in Bergheim. Von 1816 bis 1841 war er dort Grebe. 1816 war er gewählter Bergheimer Kürgenosse. Von Frühjahr 1817 bis zu seinem Tod am 13. Juni 1841 war er Mitglied des Landstandes des Fürstentums Waldeck. Er wurde für den Bauernstand im Oberjustizamt der Werbe gewählt.